# ウォン・カーウァイ
ウォン・カーウァイ（王家衛、1958年7月17日 - ）は、香港の映画監督、脚本家。

## 来歴
中国・上海出身、五歳のときに香港に移住。香港理工学院へ入学、グラフィック・デザインを学ぶ。卒業後テレビの現場を経て、脚本家として映画界にデビューした。
数多くのテレビ・映画の脚本家としての活動を経て、1988年の『いますぐ抱きしめたい』で初メガホンを取り、第42回カンヌ国際映画祭批評家週間部門に出品されてカメラ・ドール（新人監督賞）にノミネートされる。1990年には1960年代の香港の若者群像を描いた第2作『欲望の翼』が独特の語り口調と、クリストファー・ドイルの撮影によるスローモーションや手持ちカメラを用いた躍動感あふれる映像で注目を集める。その後、1994年の『恋する惑星』ではクエンティン・タランティーノが絶賛し、世界的に有名になった。
『天使の涙』や『ブエノスアイレス』（カンヌ国際映画祭監督賞）では脚本を書かず、撮影直前に俳優にメモ書き程度の指示を与え、即興による演技をさせて話題に。実験的な演出の一方で、スターを好んで起用するのも特徴である。
2001年に『花様年華』でセザール賞外国語映画賞を受賞する。木村拓哉が出演する映画『2046』（2004年）の監督として、日本でも話題になった。2006年の第59回カンヌ国際映画祭では審査委員長を務めた。2007年の『マイ・ブルーベリー・ナイツ』で初の英語作品を手掛けた。
2013年には第63回ベルリン国際映画祭の審査委員長を務め、自身の作品『グランド・マスター』がオープニング作品として上映された。
また、2013年5月には、フランスレジオンドヌール勲章コマンドゥールを受章した。
2015年のメトロポリタン美術館での展覧会「China: Through the Looking Glass」で芸術監督を務める。

## 主な作品

### 監督
- 1988年 いますぐ抱きしめたい 旺角卡門 （兼脚本）
- 1990年 欲望の翼 阿飛正傳 （兼脚本）
- 1994年 恋する惑星 重慶森林 （兼脚本）
- 1994年 楽園の瑕 東邪西毒 （兼脚本）
  - 2008年 楽園の瑕 終極版 東邪西毒 終極版 （兼脚本）……『楽園の瑕』の別編集バージョン
- 1995年 天使の涙 墮落天使 （兼脚本）
- 1996年 wkw/tk/1996@7'55"hk.net（英語版） wkw/tk/1996@/7'55"hk.net　（短編作品）
- 1997年 ブエノスアイレス 春光乍洩 （兼脚本）
- 2000年 花様年華 花様年華 （兼脚本）
- 2004年 2046 2046 （兼脚本）
- 2004年 愛の神、エロス「エロスの純愛〜若き仕立屋の恋」 Eros - The Hand （オムニバスの一篇、兼脚本）
  - 2004年 若き仕立屋の恋 Long version 愛神 手 （兼脚本）……「エロスの純愛〜若き仕立屋の恋」のロング・バージョン。
- 2007年 マイ・ブルーベリー・ナイツ My Blueberry Nights （兼脚本）
- 2007年 それぞれのシネマ「君のために9千キロ旅をしてきた」 To Each His Own Cinema - I Traveled 9,000 Km to Give It to You （オムニバスの一篇、兼脚本）
- 2013年 グランド・マスター 一代宗師 （兼脚本）
- 2023年 繁花 （テレビドラマ、日本未公開）

### 脚本
- 1985年 レスリー・チャン あの日にかえりたい 龍鳳智多星
- 1986年 ユン・ピョウ in ポリス・ストーリー（英語版） 神勇雙響炮續集
- 1986年 傷だらけのメロディー（英語版） 義蓋雲天
- 1987年 マカオ極道ブルース（中国語版） 江湖龍虎門
- 1987年 バンパイア・コップ 猛鬼差館
- 1987年 最後勝利（英語版） 最後勝利
- 1990年 アンディ・ラウ/武闘派列伝（中国語版） 再戦江湖
- 1991年 神鳥伝説（中国語版） 九一神鵰俠侶
- 2016年 擺渡人（兼製作、日本未公開）

### 製作・製作総指揮
- 1993年 大英雄 射鵰英雄傳之東成西就
- 1997年 初恋 初纏恋后的2人世界
- 2000年 探偵物語 A Spy's Tale A Spy's Tale （テレビドラマ）
- 2002年 天下無雙 （日本未公開）
- 2008年 ミャオミャオ 渺渺
- 2013年 光にふれる（中国語版） 逆光飛翔
- 2018年 轢き殺された羊（中国語版） 撞死了一隻羊
- 2021年 プアン/友だちと呼ばせて วันสุดท้าย..ก่อนบายเธอ

### 芸術顧問
- 2016年 大唐玄奘 大唐玄奘 - 第29回東京国際映画祭特別上映作品として上映。Amazon Prime Videoなどでは『三蔵法師・玄奘の旅路』の題で配信。

### 出演
- 1999年 ブエノスアイレス 摂氏零度 攝氏零度 春光再現 （ドキュメンタリー映画）
- 2016年 メットガラ ドレスをまとった美術館 The First Monday in May （ドキュメンタリー映画）
- 2021年 モリコーネ 映画が恋した音楽家 Ennio （ドキュメンタリー映画）

### ミュージックビデオ
- 2002年 DJシャドウ - six days